# Саєнко Світлана Олександрівна
Саєнко Світлана Олександрівна (нар. 27 жовтня 1982, Суми) — українська борчиня вільного стилю, багаторазова призерка чемпіонатів Європи, бронзова призерка чемпіонату світу, бронзова призерка Європейських ігор, учасниця двох Олімпійських ігор, Заслужений майстер спорту України. З 2012 року виступає за збірну Молдови.

## Спортивні результати на міжнародних змаганнях

### Виступи на Олімпіадах
| Змагання                    | Збірна  | Вагова категорія          | Місце |
| --------------------------- | ------- | ------------------------- | ----- |
| Літні Олімпійські ігри 2004 | Україна | жіноча боротьба, до 72 кг | 4     |
| Літні Олімпійські ігри 2012 | Молдова | жіноча боротьба, до 72 кг | 10    |

### Виступи на Чемпіонатах світу
| Змагання                        | Збірна  | Вагова категорія          | Місце  |
| ------------------------------- | ------- | ------------------------- | ------ |
| Чемпіонат світу з боротьби 2002 | Україна | жіноча боротьба, до 72 кг | 7      |
| Чемпіонат світу з боротьби 2003 | Україна | жіноча боротьба, до 72 кг | 12     |
| Чемпіонат світу з боротьби 2005 | Україна | жіноча боротьба, до 72 кг | Бронза |
| Чемпіонат світу з боротьби 2006 | Україна | жіноча боротьба, до 72 кг | 7      |
| Чемпіонат світу з боротьби 2007 | Україна | жіноча боротьба, до 72 кг | 8      |
| Чемпіонат світу з боротьби 2008 | Україна | жіноча боротьба, до 72 кг | 14     |
| Чемпіонат світу з боротьби 2009 | Україна | жіноча боротьба, до 72 кг | 5      |
| Чемпіонат світу з боротьби 2013 | Молдова | жіноча боротьба, до 72 кг | 5      |
| Чемпіонат світу з боротьби 2014 | Молдова | жіноча боротьба, до 69 кг | 17     |
| Чемпіонат світу з боротьби 2015 | Молдова | жіноча боротьба, до 75 кг | 11     |
| Чемпіонат світу з боротьби 2017 | Молдова | жіноча боротьба, до 75 кг | 21     |
| Чемпіонат світу з боротьби 2018 | Молдова | жіноча боротьба, до 76 кг | 15     |
| Чемпіонат світу з боротьби 2019 | Молдова | жіноча боротьба, до 76 кг | 25     |

### Виступи на Чемпіонатах Європи
| Змагання                         | Збірна  | Вагова категорія          | Місце  |
| -------------------------------- | ------- | ------------------------- | ------ |
| Чемпіонат Європи з боротьби 2001 | Україна | жіноча боротьба, до 68 кг | 5      |
| Чемпіонат Європи з боротьби 2002 | Україна | жіноча боротьба, до 72 кг | Бронза |
| Чемпіонат Європи з боротьби 2004 | Україна | жіноча боротьба, до 72 кг | Срібло |
| Чемпіонат Європи з боротьби 2005 | Україна | жіноча боротьба, до 72 кг | 5      |
| Чемпіонат Європи з боротьби 2006 | Україна | жіноча боротьба, до 72 кг | Срібло |
| Чемпіонат Європи з боротьби 2007 | Україна | жіноча боротьба, до 72 кг | Срібло |
| Чемпіонат Європи з боротьби 2008 | Україна | жіноча боротьба, до 72 кг | 5      |
| Чемпіонат Європи з боротьби 2009 | Україна | жіноча боротьба, до 72 кг | Бронза |
| Чемпіонат Європи з боротьби 2010 | Україна | жіноча боротьба, до 72 кг | 5      |
| Чемпіонат Європи з боротьби 2013 | Молдова | жіноча боротьба, до 72 кг | 11     |
| Чемпіонат Європи з боротьби 2014 | Молдова | жіноча боротьба, до 69 кг | 5      |
| Чемпіонат Європи з боротьби 2016 | Молдова | жіноча боротьба, до 75 кг | 5      |
| Чемпіонат Європи з боротьби 2017 | Молдова | жіноча боротьба, до 75 кг | Бронза |
| Чемпіонат Європи з боротьби 2018 | Молдова | жіноча боротьба, до 76 кг | 8      |
| Чемпіонат Європи з боротьби 2020 | Молдова | жіноча боротьба, до 76 кг | 15     |

### Виступи на Європейських іграх
| Змагання              | Збірна  | Вагова категорія          | Місце  |
| --------------------- | ------- | ------------------------- | ------ |
| Європейські ігри 2015 | Молдова | жіноча боротьба, до 75 кг | Бронза |

### Виступи на Кубках світу
| Змагання                    | Збірна  | Вагова категорія          | Місце  |
| --------------------------- | ------- | ------------------------- | ------ |
| Кубок світу з боротьби 2005 | Україна | жіноча боротьба, до 72 кг | Срібло |
| Кубок світу з боротьби 2006 | Україна | жіноча боротьба, до 72 кг | 4      |

### Виступи на інших змаганнях
| Змагання                                                         | Збірна  | Вагова категорія          | Місце  |
| ---------------------------------------------------------------- | ------- | ------------------------- | ------ |
| Тестовий турнір FILA 2004                                        | Україна | жіноча боротьба, до 72 кг | 7      |
| Олімпійський кваліфікаційний турнір з боротьби 2004 (Туніс)      | Україна | жіноча боротьба, до 72 кг | Срібло |
| Гран-прі Німеччини з боротьби 2004                               | Україна | жіноча боротьба, до 72 кг | Золото |
| Klippan Lady Open 2006                                           | Україна | жіноча боротьба, до 72 кг | Бронза |
| Гран-прі Німеччини з боротьби 2009                               | Україна | жіноча боротьба, до 72 кг | Бронза |
| Austrian Ladies Open 2009                                        | Україна | жіноча боротьба, до 72 кг | Бронза |
| Золотий Гран-прі з боротьби 2009                                 | Україна | жіноча боротьба, до 72 кг | 5      |
| Austrian Ladies Open 2010                                        | Україна | жіноча боротьба, до 72 кг | Срібло |
| Олімпійський кваліфікаційний турнір з боротьби 2012 (Софія)      | Молдова | жіноча боротьба, до 72 кг | 8      |
| Олімпійський кваліфікаційний турнір з боротьби 2012 (Тайюань)    | Молдова | жіноча боротьба, до 72 кг | Срібло |
| Austrian Ladies Open 2012                                        | Молдова | жіноча боротьба, до 72 кг | 5      |
| Гран-прі Іспанії з боротьби 2012                                 | Молдова | жіноча боротьба, до 72 кг | 5      |
| Henri Deglane Challenge 2012                                     | Молдова | жіноча боротьба, до 72 кг | Бронза |
| Київський Міжнародний турнір з боротьби 2013                     | Молдова | жіноча боротьба, до 72 кг | Бронза |
| Турнір Олександра Медведя 2013                                   | Молдова | жіноча боротьба, до 72 кг | Срібло |
| Гран-прі Німеччини з боротьби 2013                               | Молдова | жіноча боротьба, до 72 кг | Срібло |
| Меморіал Іона Корнеану 2013                                      | Молдова | жіноча боротьба, до 72 кг | Золото |
| Золотий Гран-прі з боротьби 2014 (Париж)                         | Молдова | жіноча боротьба, до 69 кг | Золото |
| Золотий Гран-прі з боротьби 2014 (Баку)                          | Молдова | жіноча боротьба, до 69 кг | 13     |
| Відкритий чемпіонат Польщі з боротьби 2014                       | Молдова | жіноча боротьба, до 69 кг | Бронза |
| Гран-прі «Іван Яригін» 2015                                      | Молдова | жіноча боротьба, до 69 кг | 13     |
| Турнір Олександра Медведя 2015                                   | Молдова | жіноча боротьба, до 75 кг | Срібло |
| Турнір «Олімпія» 2015                                            | Молдова | жіноча боротьба, до 75 кг | Бронза |
| Гран-прі Німеччини з боротьби 2015                               | Молдова | жіноча боротьба, до 75 кг | 9      |
| Меморіал Іона Корнеану 2015                                      | Молдова | жіноча боротьба, до 75 кг | Золото |
| Турнір Дана Колова — Николи Петрова 2016                         | Молдова | жіноча боротьба, до 75 кг | Золото |
| Турнір Олександра Медведя 2016                                   | Молдова | жіноча боротьба, до 75 кг | Бронза |
| Олімпійський кваліфікаційний турнір з боротьби 2016 (Зренянин)   | Молдова | жіноча боротьба, до 75 кг | 7      |
| Олімпійський кваліфікаційний турнір з боротьби 2016 (Улан-Батор) | Молдова | жіноча боротьба, до 75 кг | 5      |
| Олімпійський кваліфікаційний турнір з боротьби 2016 (Стамбул)    | Молдова | жіноча боротьба, до 75 кг | 5      |
| Київський Міжнародний турнір з боротьби 2017                     | Молдова | жіноча боротьба, до 75 кг | Бронза |
| Київський Міжнародний турнір з боротьби 2018                     | Молдова | жіноча боротьба, до 76 кг | 5      |
| Турнір Дана Колова — Николи Петрова 2018                         | Молдова | жіноча боротьба, до 76 кг | Бронза |
| Меморіал Іона Корнеану і Ладислава Сімона 2019                   | Молдова | жіноча боротьба, до 76 кг | Срібло |

### Виступи на змаганнях молодших вікових груп
| Змагання                                       | Збірна  | Вагова категорія          | Місце  |
| ---------------------------------------------- | ------- | ------------------------- | ------ |
| Чемпіонат Європи з боротьби серед юніорів 2002 | Україна | жіноча боротьба, до 72 кг | Срібло |